# Noname (rapperka)
Noname, vlastním jménem Fatimah Nyeema Warner, (* 18. září 1991) je americká rapperka. Vyrůstala v Chicagu. Na počátku své kariéry používala pseudonym Noname Gypsy, později jen Noname. Slovo „gypsy“ vynechala kvůli jeho rasistickému vyznění. Svůj první mixtape nazvaný Telefone vydala roku 2012. O dva roky později následovalo vydání jejího debutového alba Room 25. Spolupracovala i s dalšími hudebníky, mezi něž patří například Kirk Knight, Jamila Woods a Chance the Rapper.